# Rotofen
Der Rotofen ist ein Berg im östlichen Teil des Lattengebirges in den Berchtesgadener Alpen.

## Beschreibung
Der Rotofen gliedert sich von Ost nach West in Vorderen (1370 m), Mittleren (1396 m) und Hinteren Rotofen (1467 m). Diese Gipfel werden zusammen oft auch als Rotofentürme bezeichnet; auf älteren Karten findet sich die Schreibweise Rothofen.
Der Name kommt vom gelbroten Gestein und höhlenartigen Auswaschungen, wobei Ofen im Gebirge allgemein zerklüftete, hochaufragende Felsen bezeichnet.
Der Aufstieg ist von der Ostseite her von  Winkl und Hallthurm aus möglich, man kann den Rotofen aber auch im Rahmen einer Lattengebirgsüberschreitung vom Predigtstuhl aus über die Schlegelmulde, den Karkopf, den Dreisesselberg und die Steinerne Agnes aus westlicher Richtung erreichen. Die Route zieht sich von beiden Seiten durch den Wald. Für die längsseitige Überquerung des  Rotofens werden etwa vier Stunden benötigt. Der durch die Gipfelgruppe führende Wanderweg unter dem Namen Roter Weg ist nur für Personen geeignet, die schwindelfrei und trittsicher sind und über ausreichende Kondition sowie über Bergwandererfahrungen verfügen. Die Felsentürme des Vorderen Rotofens können nur durch Klettern bestiegen werden.

## Schlafende Hexe

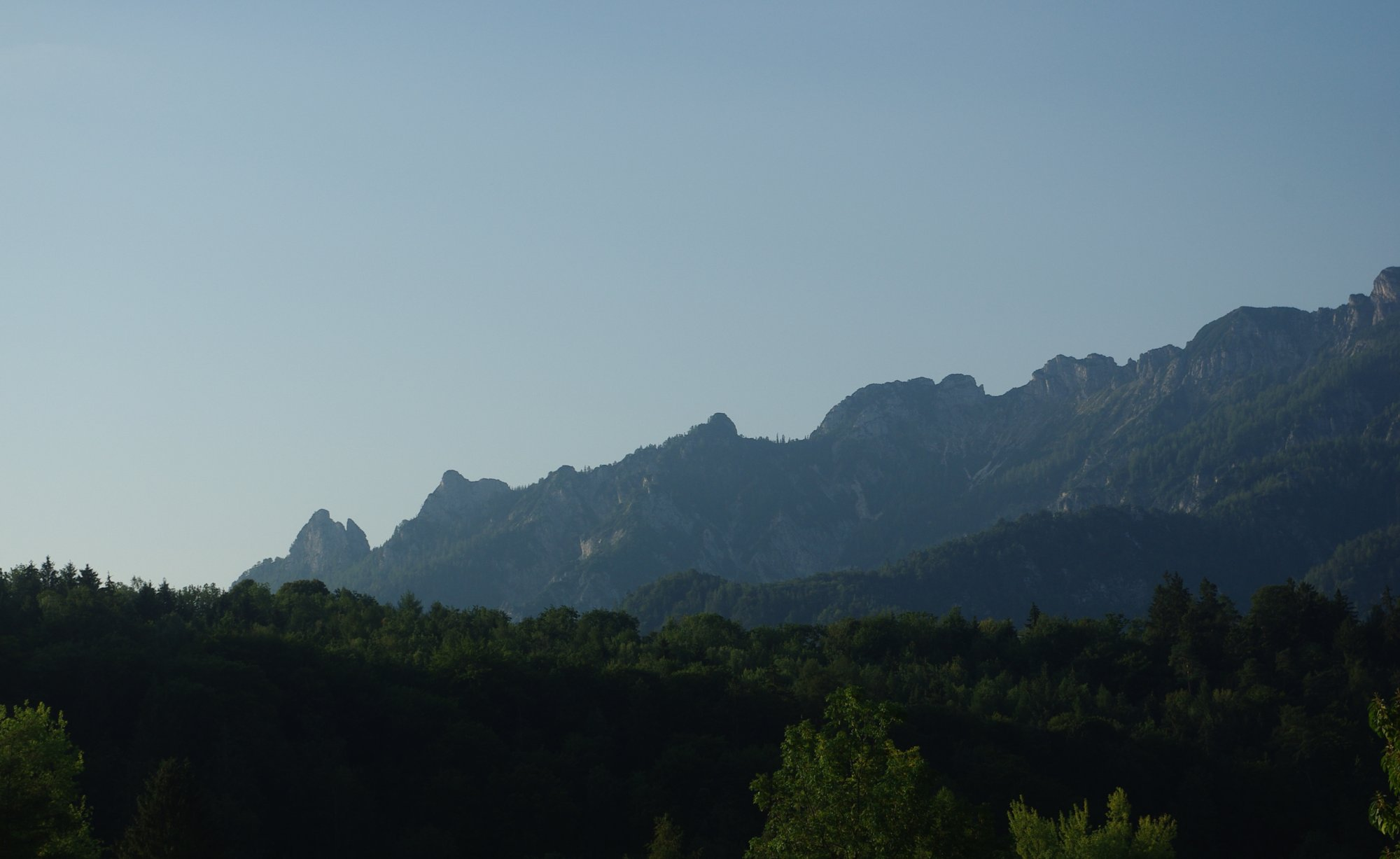
Schlafende Hexe von Bad Reichenhall aus gesehen.

Da der Rotofen vom Tal aus betrachtet dem Profil einer liegenden Frau ähnelt, wird er im Volksmund als Schlafende Hexe bezeichnet. Sowohl aus südöstlicher als auch aus nordwestlicher Richtung ist dabei der Kopf mit dem Kinn und der markanten Nase sowie die Brust deutlich zu erkennen. Die Brust („Hexenbusen“) wird vom Mittleren Rotofen (auch Signalkopf genannt) gebildet. Der Vordere Rotofen besteht aus dem die Nase bildenden Großen Rotofenturm und dem Kleinen Rotofenturm, welcher das Kinn darstellt. Der Große Rotofenturm ist auch als „Montgelas-Nase“ bekannt, eine Anspielung auf die Größe und die Form der Nase von Maximilian von Montgelas.
Es gibt mehrere Sagen zur Entstehung der Schlafenden Hexe.
Die steinerne Hexe am Predigtstuhl erzählt von einer Hexe vor mehr als tausend Jahren, die sich in die Einsamkeit der Gebirgswelt zurückgezogen hatte, weil sie die Menschen und vor allem die Christen und ihre Missionare nicht leiden konnte. Oft trat sie den Gläubigen, die betend über den Hallthurmpass zum Grab des heiligen Zeno heraufkamen, als freundliche Wirtin entgegen. Doch das angebotene Getränk hatte sie vergiftet und so viele unschuldige Menschen ums Leben gebracht. Manchmal versteckte sie sich auch an einer Stelle des Weges, wo die Felsen ganz steil abfallen und rollte Steine auf die Wanderer herab. „Wieder einer weniger“, freute sich die Hexe jedes Mal, wenn es ihr gelungen war, einen Christen zu töten. So wollte die böse Hexe den Einzug des Christentums in das Berchtesgadener Land verhindern. Als der Gottesmann Martinus auch den Weg über den Hallthurm nahm, um den Menschen im Berchtesgadener Land zu predigen, wälzte die Hexe einen schweren Felsbrocken herab. Durch das donnernde Geräusch gewarnt konnte er zur Seite springen und sich in Sicherheit bringen. Die Hexe brachte erneut einen Steinblock ins Rollen. Da hielt Martinus ihr ein großes Kreuz, das er um den Hals hängen hatte, entgegen. Wie die Sage weiter berichtet, lief im gleichen Augenblick ein Zittern durch das Gebirge und es ertönte ein fürchterliches Grollen wie tausend Donner zusammen. Mit unwiderstehlicher Gewalt wurde die Hexe zu Boden geschleudert und in Stein verwandelt. Martinus aber konnte ungefährdet weiterziehen. Noch heute sieht derjenige, der die Straße von Reichenhall über Hallthurm nach Berchtesgaden fährt, die versteinerte Hexe mit grausig nach oben gestrecktem Kinn oben auf den Berggipfeln des Predigtstuhls und des Schlegels liegen.
Eine weitere Sage erzählt:

„Die schlafende Hexe war früher eine tüchtige Magd. Allerdings war sie nicht mehr jung und hatte schon manchen Zahn verloren. Aber rüstig ging sie ihrer Arbeit nach. Da starb der alte Bauer und der Erbe war ein Hitzkopf. Durch Fluchen und Schimpfen wollte er zeigen, daß er nun der Herr sei. Eines Tages war es so heiß gewesen und der Jungbauer hatte so angetrieben, daß die alte Magd erschöpft sich langlegen mußte, um sich auszuruhen. Der Bauer fluchte. Die alte Magd aber sagte: „Leck mich am Arsch, ich schlafe jetzt.“ Und nun schläft sie immer noch.“